# Heinz Rosenkranz
Heinz Rosenkranz (* 28. November 1919 in Wuppertal; † 3. Juli 2007) war ein deutscher Politiker der SPD. Als Stenograf war er Präsident des Deutschen Stenografenbundes (DStB).

## Leben
Nach dem Besuch der Handelsschule erlernte Rosenkranz den Beruf des Kaufmännischen Angestellten im Groß- und Einzelhandel. 1943 absolvierte er die staatliche Kurzschriftlehrerprüfung in Bayreuth. Von 1945 bis 1963 war er als Leiter einer kaufmännischen Privatschule in Wuppertal tätig.
Große Betätigung hatte er in der stenographischen Organisation. 1945 war er Wiederbegründer und Vorsitzender des Wuppertaler Stenographen-Vereins und dessen Vorsitzer, ein Jahr später Mitbegründer und Vorstandsmitglied des Westdeutschen Stenographen-Verbandes. 1947 war er Mitbegründer der Forschungs- und Ausbildungsstätte für Kurzschrift und Maschinenschreiben in Bayreuth, seit 1958 Vorstandsmitglied und 1960 Leiter des Arbeitskreises Kurzschrift. Ab 1967 wurde er deren Vorsitzender für über 20 Jahre. 1947 war Rosenkranz Mitbegründer des Deutschen Stenografenbundes in Gelsenkirchen-Buer, und ab 1948 Mitglied des Systemausschusses, dessen Obmann er 1967 wurde. Von 1980 bis 1986 war Rosenkranz Präsident des DStB. In dieser Zeit war er auch Vizepräsident der Intersteno-Landesgruppe Deutschland. Wegen seiner ehrenamtlichen Tätigkeiten in der Stenografie wurde ihm 1986 das Verdienstkreuz am Bande verliehen.
Heinz Rosenkranz hatte großen Anteil an einer Systemreform der Deutschen Einheitskurzschrift, die dann 1968 zustande kam. Bei den Verhandlungen zur Systemreform bemühte er sich erfolgreich um einen Ausgleich der verschiedenen Richtungen.
Von 1979 bis 1989 war er für die SPD Stadtverordneter mit einem Sitz im Rat der Stadt Wuppertal.
Rosenkranz war ein Kenner der Deutschen Einheitskurzschrift. In Vorträgen und Aufsätzen setzte er sich immer wieder für sie ein. Er interessierte sich aber auch für die Geschichte der Kurzschrift und war ein guter Kenner der Systemerfinder. Außerdem war er Schriftleiter einer Ansagezeitschrift sowie Verfasser von Lehrmitteln. Rosenkranz starb 87-jährig.

## Ehrungen
- Plakette des Deutschen Stenografenbundes[5]
- Verdienstkreuz am Bande (1986)